# 교황 요한 3세
교황 요한 3세(라틴어: Ioannes PP. III, 이탈리아어: Papa Giovanni III)는 제61대 교황(재위: 561년 7월 17일 ~ 574년 7월 13일))이다. 로마의 귀족 가문에서 태어났다. 《교황 연대표》에 의하면, 그의 부친은 아나스타시우스로서 로마 원로원에서 가장 높은 직책을 가진 의원이었다고 한다. 역사학자 에바그리우스의 주장에 따르면, 출생 당시의 이름은 카텔리누스(Catelinus)였으나, 나중에 요한이라는 이름으로 개명했다고 한다.
그는 그리스 교부들의 강론 모음집을 저술하고, 교황 펠라지오 1세가 임기를 시작할 때 《교부들의 생애》(Vitae patrum)를 라틴어로 번역하는 작업을 마친 차부제 요한과 동일인물일 가능성이 있다.
요한 3세가 교황으로 재위하던 시절에 두 가지 커다란 사건이 일어났다. 그 가운데 첫 번째는 565년 동로마 황제 유스티니아누스 1세가 사망한 것이다. 제프리 리처드의 말을 인용하면, 유스티니아누스 1세의 통치는 한마디로 ‘비정상’이었으며, “역사라는 거대한 물의 흐름을 잠시 댐으로 막은 것에 불과하였다.” 그가 사망한 후, 동로마 제국의 관심은 로마와 서방에서 발칸 반도와 페르시아, 아랍 지역 등으로 이동하였다. 이탈리아는 지리학적으로 제국의 중심인 콘스탄티노폴리스로부터 멀리 떨어진 변방이었기 때문에 자연스럽게 전략적 우선순위에서 최하위에 자리잡게 되었다.
또 다른 주요 사건은 568년 발발한 랑고바르드족의 침략이다. 이탈리아 반도의 중추라고 할 수 있는 이탈리아 북부 지역 다수가 랑고바르드족의 침략을 받자, 제국 정부는 곧 혼란에 빠졌다. 그리고 어느새 영원한 도시 로마의 생존까지 위협받게 되었다. 랑고바르드족이 등장함으로써 거의 소멸 직전에 있던 아리우스주의가 다시 득세하면서 절대적인 우세를 점하던 가톨릭 신앙이 위협받게 되었다.
이탈리아의 새로운 총독으로 임명된 롱기누스는 랑고바르드족의 남하를 막지 못한 채 라벤나에서 그저 무력하게 손놓고 있었다. 요한 3세 교황은 이전 총독인 나르세스가 콘스탄티노폴리스로 돌아가려고 한다는 소식을 듣고, 그가 있는 나폴리까지 가서 이탈리아에 계속 남아서 지켜달라고 부탁하였다. 본래 나르세스는 가혹한 조세 정책을 펼친다는 이유로 이탈리아인들의 원망을 사게 되면서, 새 황제 유스티누스 2세로부터 콘스탄티노폴리스로의 소환 명령을 받은 상태였다. 그러나 요한 3세의 요청에 따라 로마로 돌아갔다. 하지만 그가 로마로 돌아오게 되면서 그에 대한 이탈리아 주민들의 반발이 극심해졌다. 이 소요는 상당히 격렬해져서 결국 교황까지 로마를 떠나 아피아 가도의 프레텍스타투스 무덤으로 거처를 옮겨 그곳에서 선종할 때까지 주교 서임식을 포함한 업무를 수행하였다.
기록상으로 전해지는 당시 요한 3세의 활동 가운데 하나는 앙브뤵의 주교 살로니우스와 가프의 주교 사기타리우스와 관련된 문제(567년경)이다. 이들은 리옹에서 열린 교회회의에서 비난을 받았는데, 정작 당사자들은 자신들이 부당한 비난을 받았다고 생각했다. 그들은 부르고뉴의 왕 군트람에게 찾아가서 하소연하였으며, 군트람 왕은 요한 3세에게 상소하였다. 왕의 편지를 받아 읽은 요한 3세는 살로니우스와 사기타리우스가 자신들의 교구로 복귀해야 한다는 결정을 내렸다.
《교황 연대표》에 따르면, 요한 3세는 574년 7월 13일에 선종하였다.